# La signora scompare (romanzo)
La signora scompare (noto anche come "Il mistero della signora scomparsa" ) è un romanzo giallo del 1936 della scrittrice britannica Ethel Lina White .

## Trama
Iris Carr, una giovane donna inglese, sta rientrando da una disastrosa vacanza trascorsa in un hotel sulle alpi europee. I suoi amici l'hanno lasciata indietro e lei si ritrova tutta sola sul treno diretto a Trieste, in uno scompartimento con una sola persona che parla inglese, la signorina Winifred Froy. Nello stesso scompartimento vi sono la baronessa presso cui la signorina Froy lavora e il suo staff.
Anche gli altri ospiti dell'hotel sono a bordo del treno. In un altro scompartimento Iris nota un corpo bendato sorvegliato da un medico dall'aspetto sinistro che dice di portare una vittima di un incidente all'ospedale di Trieste.
La signorina Froy stringe amicizia con Iris e le confida di essere stata di recente insegnante ai figli del "Leader dell'opposizione", una nascente fazione comunista. Dopo aver pranzato Iris prende delle compresse per il suo mal di testa e si addormenta. Quando si sveglia, la signorina Froy non è presente.
Tutti i suoi compagni di viaggio negano di aver visto la signorina Froy. Alla fine Iris trova due inglesi che parlano la lingua locale; Max Hare, un giovane ingegnere e il suo compagno di viaggio, "il Professore", che aiutano Iris nella ricerca. Una signora vestita in modo identico alla signorina Froy riappare. Iris inizia a credere di aver avuto allucinazioni.
Il dottore convince Max a somministrare di nascosto un sonnifero a Iris; ma quando sta per addormentarsi, trova improvvisamente la forza di entrare nello scompartimento adiacente e strappare le bende dalla misteriosa "vittima". È proprio la signorina Froy.
Iris trascorre il resto del viaggio attraverso l'Italia e la Francia in semi-incoscienza. Solo alla stazione Victoria di Londra, Max spiega cosa è successo. La signorina Froy è stata testimone innocente di un delitto senza rendersene conto e la baronessa aveva ideato un complotto per metterla a tacere.
La signorina Froy torna a casa, dopo essersi goduta la sua avventura, e Iris decide che lei e Max faranno il loro prossimo viaggio insieme.

## Pubblicazione
Il romanzo è stato originariamente pubblicato nel 1936 ed è uno dei pochi romanzi di White ad essere ancora in stampa oggi. In Italia è stato pubblicato come Il mistero della signora scomparsa, Il Giallo Economico Classico n. 59; ripubblicato come La signora scompare, I Bassotti n. 28

## Adattamenti

### Film
Il romanzo è stato adattato per il cinema più volte:
- La signora scompare, film del 1938 diretto da Alfred Hitchcock e interpretato da Margaret Lockwood, Michael Redgrave e Dame May Whitty .[2]
- Il mistero della signora scomparsa (1979), con Cybill Shepherd, Elliott Gould e Angela Lansbury.
- The Lady vanishes (2013), film TV prodotto dalla BBC, con Tuppence Middleton, Max Hughes, Selina Cadell e Alex Jennings.